# Borgward
La Borgward era una casa automobilistica tedesca, fondata nel 1929 da Carl Friedrich Wilhelm Borgward (1890-1963) a Brema.

## Storia
La prima automobile progettata da Borgward fu il "Blitzkarren" (letteralmente "Carro-lampo"), un veicolo a tre ruote dalla potenza di appena 2,2 CV che ebbe un grandissimo successo (si era negli anni Venti, durante il periodo di iperinflazione del marco tedesco), specialmente tra i commercianti dotati di scarse risorse finanziarie, i quali lo usavano per le consegne. Anche le Poste tedesche ne acquistarono molti esemplari.
Nel 1929 Borgward divenne il direttore della Hansa-Lloyd AG, Casa automobilistica di Brema, della quale poco dopo acquisì il completo controllo. Del 1931 è la piccola vetturetta a tre ruote Goliath Pionier, mentre tra le Hansa degli anni Trenta sono da ricordare la 1700 e la 2300 con motori a 6 cilindri.
Nel 1937 viene presentata la prima auto con marchio Borgward: la Hansa Borgward 2000, che nel 1939 diventerà più semplicemente Borgward 2000. La 2000 venne affiancata dalla 2300, in produzione fino al 1942. Durante la Seconda guerra mondiale la casa di Brema produce veicoli pesanti per la Wehrmacht e motrici ferroviarie, fino a quando lo stabilimento di Sebaldsbrück non venne distrutto da un bombardamento nel 1944.
Nel 1948 la produzione Borgward riparte con la Hansa 1500, la prima auto tedesca del dopoguerra e tra le prime con i parafanghi integrati nella carrozzeria. Alla 1500 seguirono poi una versione di 1800 cm³, sia a benzina che Diesel.

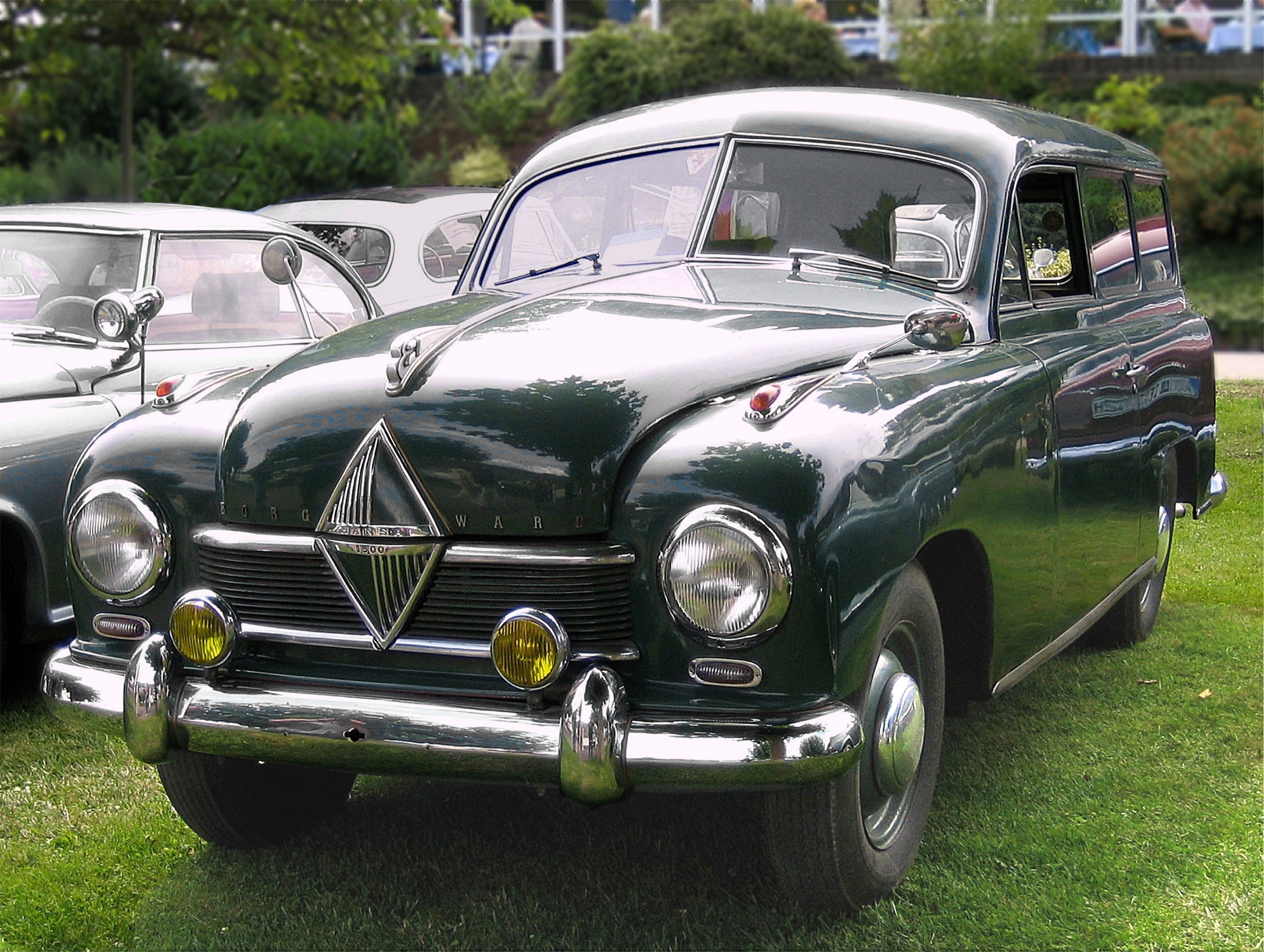
Una Hansa 1500 del 1952

Il 1949 fu l'anno della costituzione del gruppo Borgward che comprendeva i seguenti marchi:
- Borgward
- Goliath (veicoli commerciali leggeri)
- Lloyd (utilitarie)

Al fine di contrastare le ammiraglie di Mercedes e Opel la Borgward rispose con la Hansa 2400 (1952), che ebbe però scarso successo (appena 1.032 esemplari)

La Borgward Isabella TS coupé del 1958

Del 1954 è la nascita della più famosa tra le Borgward, la Isabella, con motore 1,5 litri (da 60 e 75 CV, quest'ultimo nella versione "TS", negli ultimissimi esemplari affinato,con 82 CV) disponibile nelle versioni berlina, familiare, coupé e cabriolet. Particolarmente elegante la versione coupé, presentata nel 1957. La Isabella ebbe grande successo sia in Germania che all'estero, specialmente negli USA: ne sono state prodotte più di 200.000 fino al 1963.

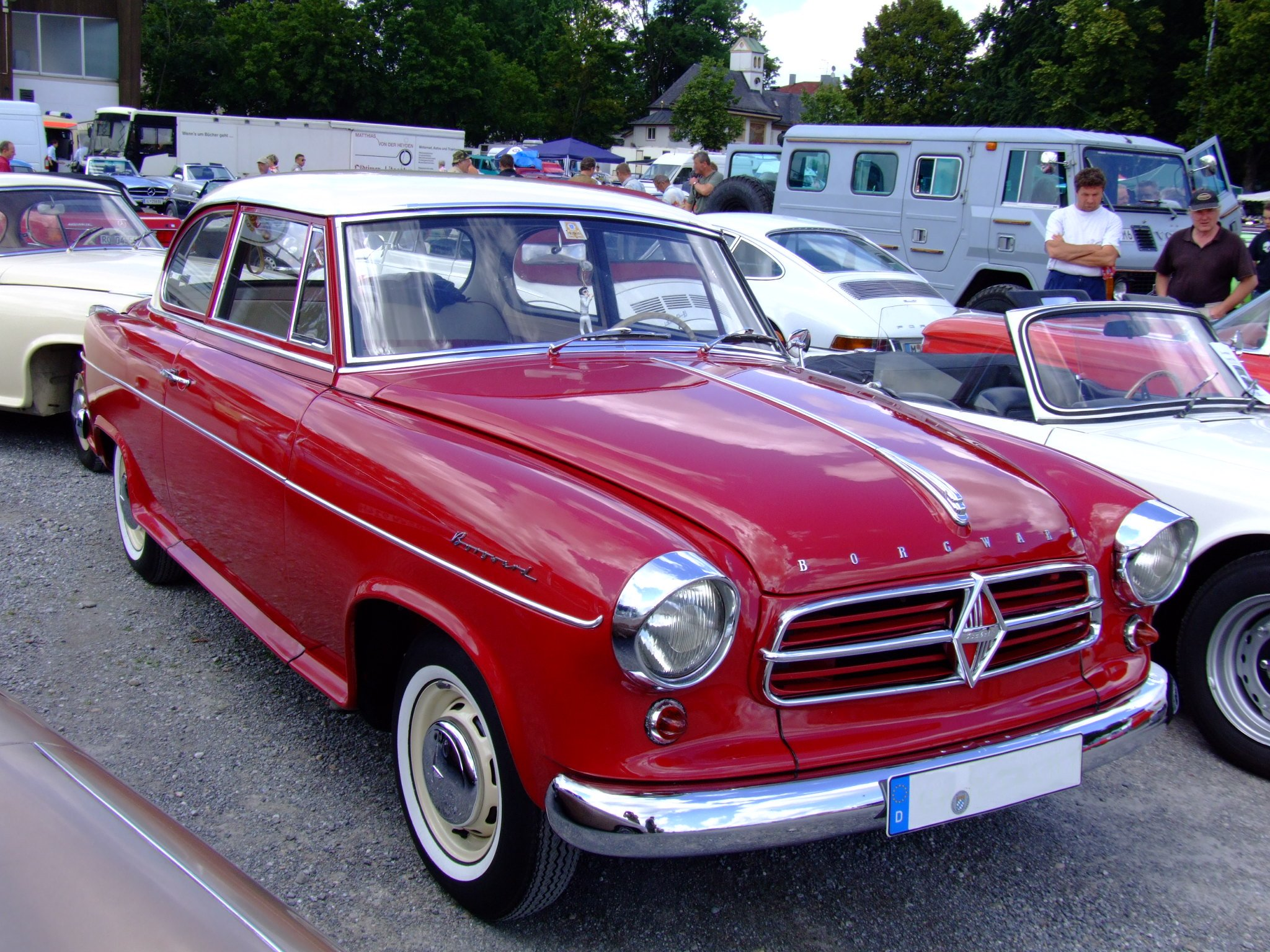
Una Borgward Isabella

Nel 1959 venne presentata la P100, erede della Hansa 2400: il motore era un 6 cilindri di 2,3 litri e 100 CV (da cui il nome). Fu la prima auto tedesca a essere dotata di sospensioni pneumatiche.
Nel 1961 la Borgward finì in bancarotta; la produzione della Isabella continuò fino al 1963, quando le linee di montaggio sia della Isabella che della P100 vennero vendute in Messico, dove la produzione continuò sino al 1970. Lo stabilimento venne invece ceduto alla Hanomag; oggi vi vengono costruite delle Mercedes.

## Riutilizzo del nome
Nel 2008 a Lucerna (Svizzera), dopo aver fondato l'altra azienda Borgward Group AG, Christian Borgward, nipote di Carl Friedrich Wilhelm Borgward, ha annunciato i piani per una nuova vettura, presentata poi al Salone di Ginevra del 2015: si tratta di un SUV, denominato BX7.